# Atrevido
Atrevido es el álbum debut de estudio del rapero argentino Trueno. Fue lanzado el 23 de julio de 2020 a través de NEUEN y distribuido por Sony Music Latin. Este es el primer trabajo largo que lanzó Trueno después de anunciar su retiro de las batallas de freestyle. El álbum cuenta con las colaboraciones de artistas como Alemán, Wos y Nicki Nicole. El álbum también cuenta con las producciones de XOVOX, Oniria, Evlay y Bizarrap aunque el álbum fue producido en su totalidad por Taiu y Tatool.

## Antecedentes
El 20 de febrero de 2020 Trueno lanzó el sencillo «Atrevido» el cual sería el primer sencillo del álbum, la canción llegó a posicionarse en el puesto 31 en la lista Argentina Hot 100 de Billboard. El 25 de marzo de 2020 lanzó el sencillo «Azul y Oro Freestyle», una canción en la que nos demuestra sus dotes para el freestyle. Después de haberse lanzado el sencillo, Trueno anunció su retiro de las batallas de freestyle y anunció el lanzamiento de su primer álbum junto con la fecha de lanzamiento ya que se tenía pensado lanzarse en marzo.
El nombre del álbum sería Atrevido, se sabe que va a estar compuesto por el tema homónimo «Atrevido», por el freestyle «Azul y Oro» y un tema junto a Nicki Nicole producido por Bizarrap.

## Sencillos y promoción
Tras haberse lanzado los primeros sencillos «Atrevido» y «Azul y Oro Freestyle», Trueno y su padre MC Peligro publicaron en sus Instagram una foto promocional para el lanzamiento del álbum, aunque en un principio se creía que iba a ser la carátula del álbum. El 23 de julio de 2020 justo el día del lanzamiento del álbum, Trueno lanzó el tercer sencillo «Mamichula» junto a la cantante argentina Nicki Nicole y producida por el reconocido productor argentino Bizarrap. Justo días antes del lanzamiento del sencillo Trueno y Nicki Nicole confirmaron su relación. La canción obtuvo un gran éxito en Argentina y toda Latinoamérica alcanzando el número 1 en la lista Argentina Hot 100 y en España llegando a 200 millones de visitas en YouTube en cuatro meses.
El 30 de noviembre de 2020 se lanzó el sencillo «Background» junto a su vídeo musical. El 23 de diciembre de 2020 Trueno lanzó el quinto sencillo del álbum «Ñeri» un tema de reguetón dónde el vídeo fue grabado en el Estadio La Bombonera lugar donde juega el club de fútbol argentino Boca Juniors equipo el cual Trueno es fanático, la canción alcanzó el número 44 en la lista Argentina Hot 100. Finalmente el 19 de marzo de 2021 se lanzó el sexto y último sencillo del álbum «Rain II» junto con su vídeo musical, la canción debutó en el número 76 en la lista Argentina Hot 100 y en el número 95 en España.

## Recepción y crítica
Las críticas para el álbum fueron favorables en gran parte de los críticos musicales y la audiencia, Alex Delgado Martinez para MEW Magazine le dio una puntuación buena al álbum mencionando "El artista argentino a sus 18 años de edad, ha logrado hacerse con un hueco gracias a su huella de identidad siendo el portavoz de una generación." También expresó acerca del sencillo «Mamichula», "Se trata de una canción junto a Nicki Nicole que es el tema que cierra el album  cuenta con Bizarrap como parte de la producción. El single no decepciona y sabe atrapar al oyente en una atmósfera distinta a la habitual." Tomas Barbajelata para El Estilo Libre mencionó a Trueno y al álbum: "Con su estilo tan único y su increíble facilidad para fluir sobre cualquier instrumental, sin importar cual sea el género, Trueno se convirtió rápidamente en uno de los artistas más completos y escuchados de la actualidad." Dándole una puntuación buena al álbum.

## Desempeño comercial
El álbum estuvo varias semanas en el top en varias plataformas de streaming como Spotify, iTunes, Apple Music entre otras.[cita requerida] El álbum alcanzó el número 4 en su debut en España. A inicios de 2021 el álbum fue certificado cuádruple disco de platino en Argentina por CAPIF. Los sencillos del álbum tampoco se quedaron sin certificaciones ya que «Mamichula» fue certificado triple disco de platino en Argentina, cuádruple disco de platino en España, doble disco de platino en México y Uruguay y disco de platino en Chile, «Atrevido» fue certificado disco de platino en Argentina y disco de oro en México y España, «Ñeri» disco de oro en Argentina, España y Uruguaya y «Sangría» disco de platino en Argentina y disco de oro España y Uruguay.

## Listado de canciones
Todas las canciones fueron escritas por Trueno.
| Lista de canciones de Atrevido |                                           |                        |          |  |
| N.º                            | Título                                    | Producto(es)           | Duración |  |
| 1.                             | «2.0.1.9»                                 | Taiu, Tatool, Yesan    | 1:39     |  |
| 2.                             | «Rain II»                                 | Taiu, Tatool, XOVOX    | 3:20     |  |
| 3.                             | «Atrevido»                                | Taiu, Tatool, Oniria   | 3:23     |  |
| 4.                             | «Cucumelo»                                | Taiu, Tatool           | 2:35     |  |
| 5.                             | «G.P.S.» (con Alemán)                     | Taiu, Tatool           | 3:47     |  |
| 6.                             | «Azul y oro freestyle»                    | Taiu, Tatool           | 3:15     |  |
| 7.                             | «Sangría» (con Wos)                       | Taiu, Tatool, Evlay    | 2:35     |  |
| 8.                             | «Ñeri»                                    | Taiu, Tatool           | 3:16     |  |
| 9.                             | «Background»                              | Taiu, Tatool           | 2:54     |  |
| 10.                            | «Mamichula» (con Nicki Nicole y Bizarrap) | Bizarrap, Taiu, Tatool | 3:40     |  |
| 30:19                          |                                           |                        |          |  |

## Personal
Créditos adaptados de Genius.
| Artistas principales - Trueno – voz principal, compositor - Alemán – voz invitada, compositor - Wos – voz invitada, compositor - Nicki Nicole – voz invitada, compositora Musicos invitados - Marcos Longobardi – acordeón - Juan Iraeta – bajo eléctrico - Hernán Segret – contrabajo - Luis Alberto Ramírez – violín - Pedro Pasquale – guitarra, mandolina y tres cubano - Renzo Luca – guitarra - Rodó Bustos – percusión y mezcla - Juan Damiani – piano | Producción - Taiu – producción, compositor - Tatool – producción, compositor - Yesan – producción, compositor - XOVOX – producción, compositor - Oniria – producción, compositor - Evlay – producción, compositor, ingeniero de grabación - Bizarrap – producción, compositor, ingeniero de grabación - Carlos Laurenz – masterización - Brian Taylor – mezcla - NEUEN – productor ejecutivo - El Dorado – arte conceptual, carátula |

## Posicionamiento en listas
| Lista (2020)        | Mejor posición |
| ------------------- | -------------- |
| España (PROMUSICAE) | 4              |

## Certificaciones
| País      | Organismo certificador | Certificación | Ventas certificadas | Ref.   |
| --------- | ---------------------- | ------------- | ------------------- | ------ |
| Argentina | CAPIF                  | 4× Platino    | 80 000              | [ 21 ] |

## Historial de lanzamiento
| Región | Fecha               | Sello                      | Formato                     | Ref           |
| ------ | ------------------- | -------------------------- | --------------------------- | ------------- |
| Varios | 23 de julio de 2020 | - NEUEN - Sony Music Latin | Descarga digital, Streaming | [ 23 ] [ 26 ] |